# 13 Dywizjon Artylerii Najcięższej
13 Dywizjon Artylerii Najcięższej Motorowej (13 dan) – zmotoryzowany pododdział artylerii najcięższej Wojska Polskiego II RP.
Dywizjon nie występował w pokojowej organizacji wojska. Został zmobilizowany przez 1 pułk artylerii najcięższej.

## 13 dan w kampanii wrześniowej

### Mobilizacja
Został zmobilizowany w I rzucie mobilizacji powszechnej przez 1 pułk artylerii najcięższej 5 września z przeznaczeniem dla Armii „Prusy”. Osiągnął stan osobowy 22 oficerów i 666 podoficerów i szeregowych. Dywizjon składał się z trzech baterii uzbrojonych w dwa 220 mm moździerze wz. 1932, łącznie 6 dział, 3 ckm, 32 ciągniki C7P, samochodów: 19 osobowych, 38 ciężarowych i 37 specjalnych, 8 motocykli i 4 kuchnie polowe.

### Działania bojowe
13 dywizjon artylerii najcięższej w nocy 5 września, wyruszył z miejsca formowania w kierunku Jeziornej, przez Warszawę, Starą Miłosną, Otwock dojechał do lasów obok Karczewa. Po kilkugodzinnym odpoczynku poprzez Garwolin dotarł 6 września do Ryk i przeszedł do dyspozycji Sztabu Naczelnego Wodza. Otrzymał rozkaz marszu do Kurowa, gdzie przybył 7 września wkrótce przybył też 12 dywizjon artylerii najcięższej. Jeszcze tego samego dnia wyjechał do Wąwolnicy. 9 września 12 i 13 dan zostały podporządkowane dowódcy Armii „Małopolska” gen. dyw. K. Fabrycemu. 10 września udały się w kierunku Tomaszowa Lubelskiego, przez Lublin osiągając rano 11 września Piaski Luterskie. 12 września oba dywizjony przez Krasnystaw dojechały do rejonu Zamościa. W lasach w pobliżu Zamościa 13 dan został zbombardowany przez lotnictwo niemieckie, poległo trzech kucharzy, a kilku żołnierzy zostało rannych, rozbita została kuchnia polowa.  
13 września rozkazem dowódcy artylerii Armii „Kraków” dywizjony odjechały w kierunku Włodzimierza Wołyńskiego, gdzie przybyły 14 września. Zagrożone przez oddziały pancerno-motorowe niemieckiej 2 Dywizji Pancernej, która zaatakowała Zamość. 15 września oba dywizjony wyjechały przez Łuck do Dubna, które osiągnęły 16 września. 17 września w nocy 13 dan otrzymał rozkaz marszu na tzw. "„Przedmoście Rumuńskie”. Już w marszu w kierunku Tarnopola otrzymał informację o agresji wojsk sowieckich. Po dojechaniu do Tarnopola pojechał do Brzeżan, gdzie dotarł 18 września, po drodze tocząc potyczki z dywersyjnymi bandami ukraińskimi.   
W Brzeżanach dołączył do formowanej tam grupy dowodzonej przez płk. Jana Skorobochatego-Jakubowskiego i  gen. bryg. w st. sp. Leona Billewicza. 19 września dywizjon w kolumnie zmotoryzowanej ze składu grupy podjął jazdę przez Kurzany, Łopusznę, na Rohatyń, Knichnicze do Żurawna. W trakcie rozpoczętego marszu na Kałusz, a nie na Stryj, ok. godz.19.00 nie ubezpieczona od czoła kolumna wpadła w zasadzkę wojsk sowieckich, pod wsią Dolina Kałuska. Po krótkiej 45 minutowej walce kolumna na rozkaz płk. J. Skorobochatego-Jakubowskiego skapitulowała. Dowódca dywizjonu wydał rozkaz marszu ku granicy węgierskiej lekkiej części kolumny 13 dan na samochodach osobowych, ciężarowych i motocyklach, natomiast część ciężka dywizjonu ciągniki i holowane przez nie elementy moździerzy oraz parki amunicyjne dostały się do niewoli sowieckiej, kilku oficerów dostało się do niewoli, szeregowych zwolniono, pomimo ataków ukraińskich, część przedostała się na Węgry. Kolumna lekka na ok. 25 samochodach ciężarowych, motocyklach i samochodach osobowo-terenowych dojechała korzystając z zamieszania do Stanisławowa, skąd nazajutrz 20 września udała się do granicy węgierskiej na Przełęczy Tatarskiej, w trakcie drogi stoczyła potyczki z dywersantami ukraińskimi.  

## Obsada personalna dywizjonu
- dowódca – mjr kontr. Hussein Kumuz[5]
- dowódca 1 baterii – kpt. art. Jan Franciszek Brodzikowski †1940 Charków[6]
- dowódca 2 baterii – por. Henryk Kamiński
- dowódca 3 baterii – NN
- oficer techniczny - por. Aleksander Mulart
- oficerowie dywizjonu - por. Janusz Spiechowicz, ppor. Władysław[2]